# レジェンド・オブ・フラッシュ・ファイター 書剣恩仇録
『レジェンド・オブ・フラッシュ・ファイター 書剣恩仇録』（レジェンド・オブ・フラッシュ・ファイターしょけんおんきゅうろく、原題：書剣恩仇録）は、金庸の武俠小説『書剣恩仇録』を原作とする2002年の中国のテレビドラマ。

## 概要
『レジェンド・オブ・フラッシュ・ファイター〜』という邦題は、ジェット・リー主演の『レジェンド・オブ・フラッシュ・ファイター 格闘飛龍』と関連付けるために、日本版販売の際に付けたものである。

## キャスト
| 役名                 | 俳優                           | 日本語吹替 |
| -------------------- | ------------------------------ | ---------- |
| 陳家洛               | チウ・マンチェク（趙文卓）     | 楠大典     |
| 乾隆帝               | チン・ツァロン（陳昭栄）       |            |
| ホチントン（霍青桐） | エスザー・クワン（関咏荷）     | 浅井晴美   |
| 文泰来               | レイ・ロイ（呂良偉）           | 斧アツシ   |
| カスリー（香香公主） | 顔顆思                         |            |
| 李阮止               | スン・リー（孫莉）             | 小林ゆう   |
| 駱冰                 | ビッキー・チェン（陳孝萱）     | 沢海陽子   |
| 張召重               | グオ・リアン（郭亮）           | 樫井笙人   |
| 趙半山               | ウー・ユエ（呉樾）             | 坪井智浩   |
| 太后（崇慶皇太后）   | チェン・ペイペイ（鄭佩佩）     |            |
| 無塵道人             | チャン・ウェイ（張巍）         | 中村光太郎 |
| 徐天宏               | リョン・ウィンチョン（梁榮忠） | 吉野貴宏   |
| 楊成協               | チャオ・シャオツォー（趙小左） | 飯島肇     |
| 衛春華               | 賈延鵬                         | 小野大輔   |
| 章進                 | マウ・フー（毛虎）             | 白熊寛嗣   |
| 余魚同               | ツェー・クワンホウ（謝君豪）   | 上田陽司   |
| 袁士霄               | レオン・カーヤン（梁家仁）     |            |

## スタッフ
- 原作：金庸『書剣恩仇録』
- 製作総指揮：ヤン・ブーティン（楊歩亭）、ハン・サンビン（韓三平）
- 監督：ウォン・ウェイミン（黄偉明）、フェン・パイユァン（馮柏源）
- 武術指導：ユン・ブン(元彬）
- 製作：中国電影集団電視製片公司、シンガポール報業控股伝訊公司、台湾中国電視事業股有限公司

## 日本語版ソフト
2007年1月にDVDがアットエンタテインメントより発売（商品紹介）。全40話を全6巻543分（[1]92分[2]91分[3]88分[4]91分[5]88分[6]93分）に編集したダイジェスト版である。